# Fay Masterson
Pour les articles homonymes, voir Masterson.
Fay Masterson, née le 15 avril 1974 à Eltham (Angleterre), est une actrice britannique. Elle est connue pour son rôle en 1993 dans le film L'Homme sans visage de Mel Gibson. 
En 2017 et 2018, elle a été à l'affiche dans Cinquante nuances plus sombres, et Cinquante nuances plus claires, les deux derniers volets de la trilogie des Cinquante nuances, adaptée des livres de E. L. James.

## Filmographie

### Films
- 1992 : La Puissance de l'ange : Maria Marais
- 1993 : L'Homme sans visage : Gloria Norstadt
- 1995 : Mort ou vif : Mattie Silk
- 1999 : Eyes Wide Shut : Sally
- 2000 : Sorted d'Alexander Jovy
- 2016 : The Maid : Colleen
- 2017 : Cinquante nuances plus sombres : Gail Jones
- 2018 : Cinquante nuances plus claires : Gail Jones
- 2018 : Vice d'Adam McKay : Edna Vincent
- 2020 : Tyler Rake (Extraction) de Sam Hargrave

### Télévision
- 1993 : Highlander (série télévisée) : Jenny Harris
- 1994 : Jock of the Bushveld : Lilian Cubitt
- 1999 : Un don surnaturel : Rochelle Kraft
- 2001 : Amy (Série TV) : Miss Weldon
- 2002 : The Agency (Série TV) : Jennifer
- 2003 : The Lone Ranger (en) : Grace Hartman
- 2003 : Monk (Série TV) : Diane Luden
- 2005 : FBI : Portés disparus (Série TV) : Melinda Guthrie
- 2005 : The Inside : Dans la tête des tueurs (Série TV) : Karen Ryan (2 épisodes)
- 2005 : La Caravane de l'étrange (Série TV) : Maitresse
- 2005 : Médium (Série TV) : une femme
- 2005 : Close to Home : Juste Cause (Serie TV) : Jodie Ericson
- 2006 : Ghost Whisperer (Série TV) : Vera
- 2007 : Cane (Série TV) : Marley (3 épisodes)
- 2007 : Life (Série TV) : Amy Dujardin
- 2007 : Saving Grace (Série TV) : Sœur Finnian
- 2008 : The Starter Wife (série télévisée) : Katrina Jane Vanderbrook (2 épisodes)
- 2009 : Mentalist (Série TV) : Melinda Batson
- 2010 : Bones (Série TV) : Grace Bryson
- 2010 : L'Impossible Pardon (Série TV) : Jill Green
- 2010 : Les Experts : Miami (Séries TV) : Laura Williams
- 2010 : Sex and the Austen Girl (Série TV) : Jane Mansfield (8 épisodes)
- 2011 : Lie to Me (Série TV) : Gina Dobar
- 2011-2013 : NCIS : Enquêtes spéciales (Série TV) : Gloria Hebner / Angela Simms (3 épisodes)
- 2014-2016 et 2018 : The Last Ship (Série TV) : Andrea Garnett (24 épisodes)